# Езерна пискуна
Езерната пискуна (Arthroleptis schubotzi) е вид земноводно от семейство Arthroleptidae.

## Разпространение
Видът е разпространен в източните части на Демократична република Конго, югозападните части на Танзания, Бурунди, Руанда и западна Уганда.